# لوكاس روميرو
لوكاس روميرو (بالإسبانية: Lucas Romero)‏ (18 أبريل 1994 بوينس آيرس الأرجنتين - ) هو لاعب كرة قدم أرجنتيني، يلعب كلاعب وسط، شارك في كرة القدم في الألعاب الأولمبية الصيفية 2016.

## روابط خارجية
- لوكاس روميرو على موقع قاعدة بيانات كرة القدم.إي يو (الإنجليزية)
- لوكاس روميرو على موقع Soccerway.com (الإنجليزية)
- لوكاس روميرو على موقع عالم كرة القدم.نت (الإنجليزية)
- لوكاس روميرو على موقع أوليمبيديا (الإنجليزية)
- لوكاس روميرو على موقع اللجنة الأولمبية الأرجنتينية (الإسبانية)